# چادرنشینها
چادرنشین‌ها فیلمی به کارگردانی علی محزون و نویسندگی اکبر جنتی شیرازی محصول سال ۱۳۴۱ است.

## بازیگران
- علی محزون
- فرانک میرقهاری
- حمیده خیرآبادی
- جمشید مهرداد
- اکبر جنتی شیرازی
- حسین امیرفضلی
- حسین محسنی
- رشید
- حسین افشار